# واسیل راتس
واسیل راتس (اوکراینی: Василь Карлович Рац؛ زادهٔ ۲۵ مارس ۱۹۶۱) بازیکن سابق و مربی فوتبال اهل روسیه است.
از باشگاه‌هایی که در آن بازی کرده‌است می‌توان به باشگاه فوتبال فرنتس‌واروش، باشگاه فوتبال کارپاتی لویو، باشگاه فوتبال اسپانیول، و باشگاه فوتبال دینامو کی‌یف اشاره کرد.
وی همچنین در تیم ملی فوتبال شوروی بازی کرده‌است.